# Твіггс (округ, Джорджія)
Шаблон:StateAbbr_ 32°40′ пн. ш. 83°26′ зх. д. / 32.67° пн. ш. 83.43° зх. д.
Округ Твіггс (англ. Twiggs County) — округ (графство) у штаті Джорджія, США. Ідентифікатор округу 13289.

## Історія
Округ утворений 1809 року.

## Демографія
За даними перепису
2000 року
загальне населення округу становило 10590 осіб, усе сільське.
Серед мешканців округу чоловіків було 5070, а жінок — 5520. В окрузі було 3832 домогосподарства, 2861 родин, які мешкали в 4291 будинках.
Середній розмір родини становив 3,2.
Віковий розподіл населення поданий у таблиці:
| Стать    | До 15 років | 15-21 | 22-29 | 30-39 | 40-49 | 50-65 | 65-85 | Понад 85 |
| -------- | ----------- | ----- | ----- | ----- | ----- | ----- | ----- | -------- |
| Чоловіки | 1160        | 573   | 510   | 755   | 771   | 824   | 446   | 31       |
| Жінки    | 1196        | 558   | 521   | 811   | 819   | 896   | 635   | 84       |

## Суміжні округи
- Вілкінсон — північний схід
- Лоренс — південний схід
- Блеклі — південь
- Х'юстон — південний захід
- Бібб — захід
- Джонс — північний захід

## Виноски
1. ↑  U.S. Decennial Census. United States Census Bureau. Архів оригіналу за 12 травня 2015. Процитовано 26 червня 2014.
2. ↑  Historical Census Browser. University of Virginia Library. Архів оригіналу за 11 серпня 2012. Процитовано 26 червня 2014.
3. ↑  Population of Counties by Decennial Census: 1900 to 1990. United States Census Bureau. Архів оригіналу за 2 лютого 2019. Процитовано 26 червня 2014.
4. ↑  Census 2000 PHC-T-4. Ranking Tables for Counties: 1990 and 2000 (PDF). United States Census Bureau. Архів оригіналу (PDF) за 18 грудня 2014. Процитовано 26 червня 2014.
5. ↑  State & County QuickFacts. United States Census Bureau. Архів оригіналу за 8 січня 2016. Процитовано 26 червня 2014. [Архівовано 2011-06-07 у Wayback Machine.](англ.) Наведено за англійською вікіпедією.
6. ↑  American FactFinder. Бюро перепису населення США. Архів оригіналу за 26 лютого 2012. Процитовано 31 січня 2008. [Архівовано 2008-05-21 у Wayback Machine.]

| США | Це незавершена стаття з географії США. Ви можете допомогти проєкту, виправивши або дописавши її. |